# Dendron
Dendron es una localidad del Condado de Surry, Virginia, Estados Unidos. Según el censo de 2000 tenía una población de 297 habitantes y una densidad de población de 32.1 hab/km².

## Demografía
Según el censo de 2000, había 297 personas, 106 hogares y 75 familias residiendo en la localidad. La densidad de población era de 32,1 hab./km². Había 121 viviendas con una densidad media de 13,1 viviendas/km². El 48,82% de los habitantes eran blancos y el 51,18% afroamericanos. El 1,01% de la población eran hispanos o latinos de cualquier raza.
Según el censo, de los 106 hogares en el 33,0% había menores de 18 años, el 47,2% pertenecía a parejas casadas, el 15,1% tenía a una mujer como cabeza de familia y el 29,2% no eran familias. El 25,5% de los hogares estaba compuesto por un único individuo y el 17,9% pertenecía a alguien mayor de 65 años viviendo solo. El tamaño promedio de los hogares era de 2,80 personas y el de las familias de 3,40.
La población estaba distribuida en un 24,9% de habitantes menores de 18 años, un 8,8% entre 18 y 24 años, un 22,9% de 25 a 44, un 23,9% de 45 a 64 y un 19,5% de 65 años o mayores. La media de edad era 38 años. Por cada 100 mujeres había 78,9 hombres. Por cada 100 mujeres de 18 años o más, había 78,4 hombres.
Los ingresos medios por hogar en la localidad eran de 41.667 dólares ($) y los ingresos medios por familia eran 46.875 $. Los hombres tenían unos ingresos medios de 35.625 $ frente a los 20.000 $ para las mujeres. La renta per cápita para la ciudad era de 15.643 $. El 3,9% de la población y el 3,3% de las familias estaban por debajo del umbral de pobreza. El 2,9% de los menores de 18 años y el 5,0% de los habitantes de 65 años o más vivían por debajo del umbral de pobreza.

## Geografía
Según la Oficina del Censo de los Estados Unidos, la localidad tiene un área total de 9,2 km², todos ellos correspondientes a tierra firme.